# Nyctimystes kubori
Nyctimystes kubori  es una rana de árbol de la familia Pelodryadidae de Papúa Nueva Guinea. Vive en las montañas centrales y la península de Huon, entre 1100 y 2000 metros sobre el nivel del mar. Es la especie más numerosa del género Nyctimystes.
Vive en valles abiertos, bosques y lechos de juncos cerca de los ríos.
El macho adulto puede medir hasta 4.5 cm de largo y la hembra hasta 6.0 cm de largo. Tiene dientes vomerinos en la mandíbula superior. Es de color amarillo-marrón, gris o marrón oscuro en el dorso, con manchas más oscuras. Su vientre es blanco. Algunas de las membranas interdigitales son de color naranja brillante.
La hembra pone huevos en grandes masas de aproximadamente 7.5 cm de diámetro. Oculta los huevos debajo de las rocas debajo del agua.